# Pacto Autonomista - Liberal
El Pacto Autonomista - Liberal (PAL o PA-L) fue una alianza de partidos a nivel Provincial en la Provincia de Corrientes. Nucleaba en ella a los partidos Autonomista y Liberal de aquella Provincia, fue fundado en el año 1909 y finalizó en el año 2000. El Pacto, como se lo conocía, entregó a la Provincia varios de sus Gobernadores, entre ellos los primeros Gobernadores de Corrientes luego de la restauración de la Democracia en el año 1983. Ellos fueron, José Antonio Romero Feris, Ricardo Guillermo Leconte y Raúl Rolando Romero Feris.

## La creación del Pacto
El Pacto se creó en el año 1961, con el solo motivo de propiciar la gobernabilidad de la Provincia de Corrientes en manos de las fuerzas provinciales (Autonomismo y Liberalismo). El 28 de febrero de 1958 gana las elecciones provinciales la Unión Cívica Radical Intransigente (UCRI según sus iniciales). La elección se legitima a través del Colegio Electoral (el viejo sistema de elección indirecta por medio de electores) mediante el voto de cinco de electores, todos ellos Autonomistas, con el fin de afianzar el conservadurismo en el ámbito de la administración pública. El incumplimiento de los Intransigentes no llevó a buen fin el entendimiento político, aunque sentó un precedente.
El compromiso fue firmado entre el Partido Autonomista y la UCRI de que el 50% de las Intendencias de la provincia de Corrientes serían de los Radicales Intransigentes y el otro 50% serían para los Autonomistas. El argumento esgrimido para el voto de los electores hacia la fórmula radical consistía en que: "El espíritu de la legislación vigente aconsejaba el voto de las minorías hacia la primera mayoría para de esa forma obedecer la voluntad popular afianzando el régimen pluralista y democrático".
Esta situación, sumada a la reforma de la constitución provincial de 1960, hicieron que el 14 de junio de 1961 se creara por iniciativa de los Autonomistas Omar y Galileo Mancini, Ángel Mórtola, Salvador Di Tomasso, Escribano Ángel Colombo y Fernando Miranda Gallino entre otros y de los Liberales Diego Nicolás Díaz Colodrero, Dr. Víctor Ormaechea y Dr. Ernesto Meabe, el denominado Pacto Autonomista Liberal, partidos que ya venían trabajando juntos en el orden legislativo y pensando en las elecciones generales de 1962 y legislativas de ese año. Este pacto estaba basado principalmente en la alternancia del ejecutivo y reparto equilibrado y armónico de Legisladores y cargos públicos.
A partir de esta formulación, las elecciones eran ganadas por esta alianza de partidos que comenzó a ser la principal fuerza a nivel provincial y local. Estos partidos mantienen los mismos lineamientos de alrededor de 150 años cada una. Pero en 1973, mediante la reforma constitucional de voto directo, gana las elecciones el Peronista don Julio Romero y su primera medida es la de intervenir los municipios donde el peronismo no había triunfado. Más tarde, luego del golpe de Estado que derrocó a Romero y reinstaurada la Democracia en el año 1983, el Pacto Autonomista Liberal, volvió a recuperar su vigencia como opción política de Gobierno, al ganar las Elecciones Generales de la Provincia en el año 1983. El elegido para ejercer la Gobernación de la Provincia fue el Autonomista, José Antonio Romero Feris.

### Los éxitos y fracasos electorales
A partir del año 1983, se sucederían los éxitos electorales del Pacto Autonomista Liberal. Éxitos como el que llevó a la Gobernación en el año 1987 al Liberal, Ricardo Guillermo Leconte, que dejó su cargo en el año 1991. Sin embargo, a nivel nacional este Pacto nunca fue bien visto por los Gobiernos de Turno. Fue al punto tal, que en 1989 se transformó un verdadero opositor al Gobierno Nacional del Justicialista Carlos Saúl Menem. Fue tal el accionar que propició el entonces Presidente Menem, que decidió buscar la manera de evitar la subida de esta alianza mediante un método constitucional: La Intervención Federal.
En las elecciones del año 1991, las urnas favorecían al Pacto. Pero quien debía decidir era el Colegio Electoral. En esta elección, el PAL empataba con el Justicialismo. La definición se estiró más de lo debido y la Provincia estuvo 3 meses sin Gobernador, quedando a Cargo del Ejecutivo el Senador Provincial Hugo Manzini de origen Autonomista. Fue entonces que Carlos Menem decidió comenzar con el proceso de normalización, designando a Francisco Durañona de Vedia como Interventor Federal. El objetivo más claro, aparte de normalizar la Provincia, fue el de ajustarla más a los deseos del Partido Justicialista Nacional.
Durañona renunció en agosto de 1992 y fue reemplazado por Claudia Bello. La nueva interventora convocó a elecciones para el 20 de diciembre de ese año. Fue entonces que todo parecía favorecer al Partido Justicialista ya que logró la mayoría necesaria para poder recibir el aprobado del Colegio Electoral. Pero todo volvió a estallar en escándalo, cuando al querer formularse un acuerdo entre el PAL y la Unión Cívica Radical, para evitar el triunfo Juasticialista, uno de los electores elegidos por el la UCR misteriosamente se fugó y no se presentó a emitir su voto. Esto provocó que la UCR se quedara sin Gobierno y fuera elegido en lugar del radical Noel Breard, el autonomista, Raúl Rolando Romero Feris ("Tato"), hermano del exgobernador José Antonio Romero Feris.
Pero una vez conocida la victoria de Romero Feris, la interventora Bello (mediante el Supremo Tribunal que ella designó) anuló los resultados de las elecciones y más tarde renunció a la Intervención de la Provincia. Su lugar fue ocupado por el exministro de Trabajo de Raúl Alfonsín, Ideler Tonelli.
En el año 1993, una vez finalizada la Intervención y normalizada la Provincia, se convocaron nuevamente a elecciones generales y resultó ganador nuevamente, Raúl Rolando Romero Feris. Aunque en esta oportunidad su triunfo no fue objetado por nadie.

## El Partido Nuevo y el fin del Pacto
Una vez finalizados los sucesos entre Corrientes y la Nación, luego de ser declarada la victoria de Raúl Romero Feris, el presidente Carlos Menem, buscó la manera de llegar a él, proponiéndole una alianza estratégica, con el fin de ajustar definitivamente a Corrientes a las conveniencias del Gobierno Nacional.
Tanto el Partido Autonomista, como el Partido Liberal, se caracterizaron por ser férreos opositores a la política que estaba implementando el Partido Justicialista a Nivel Nacional. Fue entonces que comenzaron a saltar denuncias en contra del Gobierno Provincial por mala administración de fondos públicos, además de un fuerte aumento de la deuda provincial.
Con todas estas circunstancias, "Tato" acordó con la Nación el envío de fondos para la realización de obras públicas, generando una alianza con el presidente Carlos Menem, que fue rechazada de plano por la cúpula general del Pacto Autonomista Liberal y en especial por José Romero Feris, exgobernador y hermano del entonces Mandatario.
El acuerdo generó una guerra política sin cuartel, entre los hermanos Romero Feris. Este tironeo entre "Pocho" y "Tato" parecía no tener definición, hasta que finalmente la Junta Partidaria del Partido Autonomista, fue quién decidió la expulsión política de Raúl Romero Feris, sin afectar su cargo político de Gobernador.
La expulsión de Raúl Romero Feris generó mucha controversia dentro del seno del Pacto, provocando que varios de sus afiliados se retiren del mismo en apoyo del Gobernador Correntino. Esto produjo un fuerte debilitamiento político en la estructura del PAL. Dirigentes de uno y otro partido se reunieron, nucleados bajo la figura de Raúl Romero Feris y decidieron la creación de una nueva agrupación: El Partido Nuevo, una agrupación de origen mayoritariamente autonomista que decidió definitivamente estrechar lazos con el menemismo.
Las elecciones del año 1997 fueron una verdadera prueba de fuego para ambas agrupaciones. Sin embargo, antes de emitirse el primer voto, se conoció la primera víctima: En un comunicado conjunto, José Antonio Romero Feris anunció que el Pacto Autonomista Liberal, dejaría de trabajar como tal una vez consumada las elecciones generales, fuera el resultado que fuera. Se presentaron como candidatos, el liberal Carlos Tomasella y la autonomista María Isabel Brisco de Romero Feris.

## Resultados electorales

### Gobernadores
| Período                                           | Titular                                                                              | Vicegobernador           |
| ------------------------------------------------- | ------------------------------------------------------------------------------------ | ------------------------ |
| 14 de octubre de 1963 – 30 de junio de 1966       | Diego Nicolás Díaz Colodrero                                                         | Salvador Di Tomaso       |
| 10 de diciembre de 1983 – 10 de diciembre de 1987 | José Antonio Romero Feris                                                            | José María García Enciso |
| 10 de diciembre de 1987 – 10 de diciembre de 1991 | Ricardo Guillermo Leconte                                                            | Gabriel Feris            |
| 10 de diciembre de 1991 – 7 de febrero de 1992    | Senador Hugo Manzini (Presidente Provisional del Senado a cargo del Poder Ejecutivo) |                          |
| 10 de diciembre de 1993 – 10 de diciembre de 1997 | Raúl Rolando Romero Feris                                                            | Lazaro Chiappe           |

### Diputados nacionales desde 1983
|  | 35,11 % |

|  | 49,25 % |

|  | 44,38 % |

|  | 39,33 % |

|  | 43,32 % |

|  | 46,61 % |

|  | 41,40 % |

|  | 19,06 % |

|  | 20,14 % |